# 야마모토 히데오미
야마모토 히데오미(일본어: 山本 英臣, 1980년 6월 26일 ~ )는 일본의 축구 선수로 현재 J2리그의 방포레 고후에서 수비수로 활약하고 있다.

## 구단 경력
그는 1999년부터 J리그의 제프 유나이티드 이치하라, 방포레 고후에서 뛰었다.

## 수상

### 클럽
방포레 고후
- J2리그 : 우승 (2012), 준우승 (2010), 3위 (2005, 2021)
- 천황배 : 우승 (2022)